# Циглер, Карл Вальдемар
Карл Вальдемар Циглер (нем. Karl Waldemar Ziegler; 26 ноября 1898, Хельза, близ Касселя — 12 августа 1973, Мюльхайм-ан-дер-Рур) — немецкий химик, предложил метод ЯКР-спектроскопии, лауреат Нобелевской премии по химии в 1963 году, за работу по исследованию полимеров, совместно с Джулио Натта. Нобелевский комитет признал его «выдающееся исследование металлоорганических соединений, [которое] … привело к новым реакциям полимеризации и … проложило путь для новых и очень полезных производственных процессов». Он также известен своими исследованиями с участием свободных радикалов, макроциклических и металлоорганических соединений, а также разработкой катализаторов Циглера — Натты. В 1960 году совместно с Отто Байером и Вальтером Реппе Циглер получил в награду кольцо Вернера фон Сименса, за расширение научных знаний и технологическое развитие новых синтетических материалов.

## Биография

### Детство и образование
Карл Циглер родился 26 ноября 1898 года в коммуне Хельза в административном округе Кассель в Германии и был вторым сыном Карла Циглера, лютеранского священника, и Луизы Ролл Циглер. Он поступил в начальную школу Беттенхаузена в Касселе. Первым, что вызвало у Циглера интерес к науке, был вводный учебник физики. Он стал проводить эксперименты у себя дома и читать книги, которые не входили в программу средней школы. Через своего отца был представлен многим известным лицам, в том числе Эмилю Адольфу фон Берингу, известного по изобретению вакцины против дифтерии. Благодаря дополнительным занятиям и экспериментам, Циглер получил награду, как самый выдающийся студент последнего года в средней школе Касселя. Он учился в Марбургском университете и был освобожден от обучения в первые два семестра в связи с уже имеющимися у него знаниями. Его исследования были прерваны, когда в 1918 году он был отправлен солдатом на фронт Первой мировой войны. Работая под руководством Карла фон Оверса, получил степень доктора философии в 1920 году. Его диссертация была посвящена «Исследованию семибензола и родственных соединений» и привела к трем публикациям.

### Карьера
После получения докторской степени в Марбургском университете Циглер в течение недолгого времени читал там лекции, а также во Франкфуртском университете имени Иоганна Вольфганга Гёте. В 1926 году он стал профессором Гейдельбергского университета, где провел следующие десять лет, исследуя новые подходы в области органической химии. Он исследовал устойчивость радикалов трёхвалентного углерода, и это привело его к изучению металлоорганических соединений и их применению в своих исследованиях. Он также занимался синтезом макроциклических систем. В 1933 году Циглер опубликовал свою первую крупную работу по макроциклическим системам, «Vielgliedrige Ringsysteme», в которой представил основы принципа разведения Руггли-Циглера.

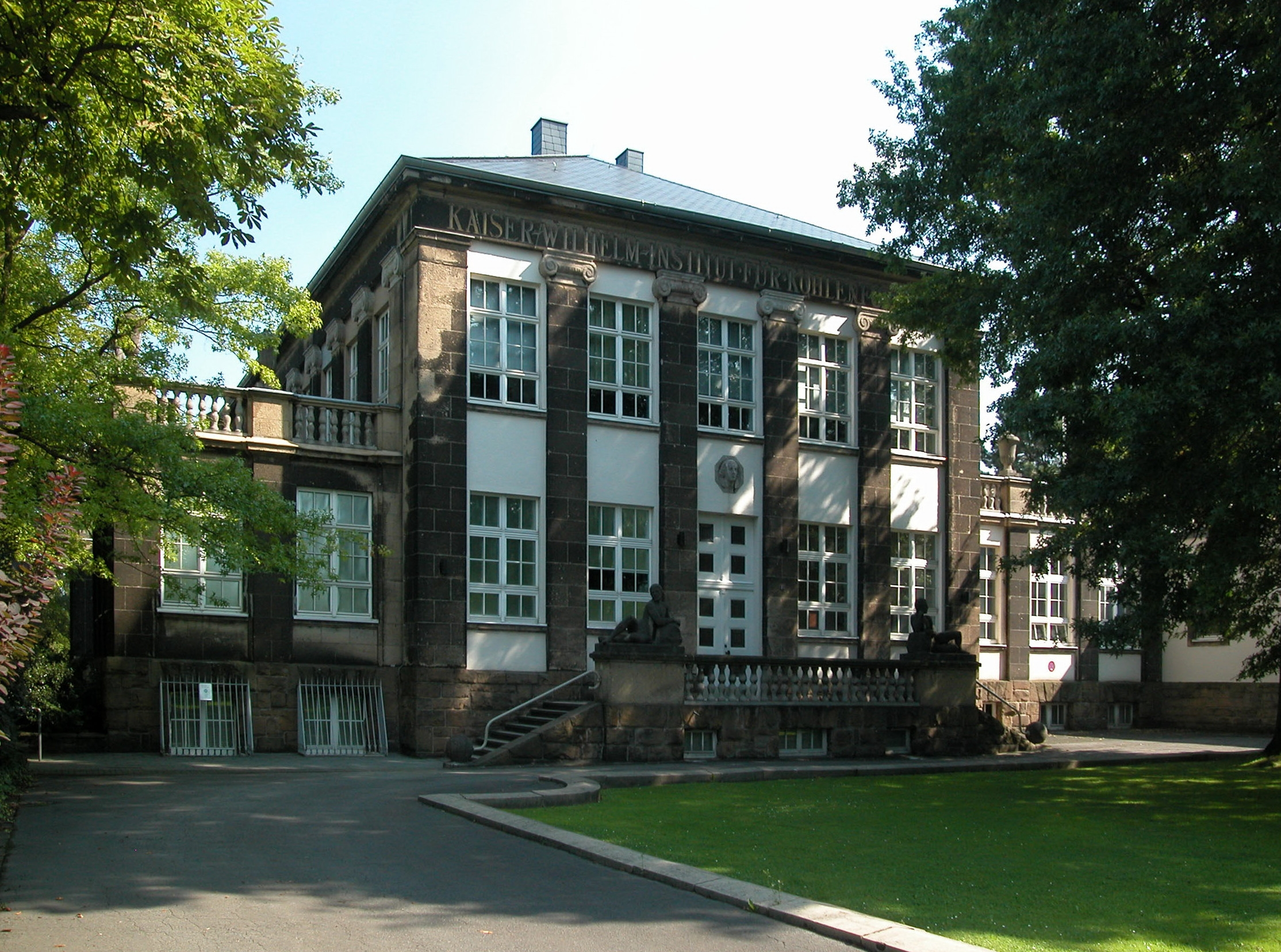
Институт исследований угля Общества Макса Планка.

В 1936 году стал профессором и директором химического института при университете в Галле, а также был приглашенным лектором в Чикагском университете.
Циглер был членом-покровителем СС (нем. Förderndes Mitglied der SS) и получил крест за военные заслуги 2-го класса в октябре 1940 года.
С 1943 по 1969 год, Циглер в качестве преемника Франца Фишера был директором Института исследования угля имени Макса Планка, ранее известного как Институт исследования угля имени Кайзера-Вильгельма в Мюльхайм-ан-дер-Руре.
Карл Циглер участвовал в послевоенном возрождении химических исследований в Германии и оказал помощь в создании Общества немецких химиков в 1949 году. Он занимал пост президента в течение пяти лет. С 1954 по 1957 год он был президентом Немецкого общества исследования нефти и угля. В 1971 году он был избран иностранным членом Лондонского королевского общества.

## Личная жизнь
В 1922 году Циглер женился на Марии Курц. У них было двое детей, Эрхарт и Марианна. Его дочь, Марианна Циглер Витте, доктор медицинских наук, вышла замуж за ведущего врача детской (на тот момент) больницы в Руре. Сын, Эрхарт Циглер, стал физиком и патентным поверенным. У Циглера родилось пять внуков от дочери, и пять от сына. Одна из его внучек, Кордула Витте, присутствовала на вручении ему Нобелевской премии, и существует фотография, где они двое радостно танцуют. Циглер любил путешествовать по всему миру вместе со своей семьей, особенно он любил круизы. Он даже устраивал специальные круизы и перелеты для просмотра затмения. Именно после просмотра затмения во время круиза с внуком в 1972 году Карл Циглер заболел. Он умер год спустя.
Циглер и его жена были большими ценителями искусства, особенно живописи. Карл и Мария дарили друг другу картины на дни рождения, рождество и юбилеи. Они собрали большую коллекцию своих любимых картин разных периодов. Мария, будучи заядлым садоводом, особенно любила цветочные картины Эмиля Нольде, Эрика Хеккеля, Оскара Кокошки, и Карла Шмидт-Роттлуфа. Карл наслаждался изображениями мест, которые он и его жена считали домом — Галле и Рурской долины. Сорок два изображения из их общей коллекции были включены в фонд, завещанный художественному музею имени Циглера в Мюльхайме.
Как человек, совершивший много открытий, Карл Циглер был также обладателем множества патентов. Он стал богатым человеком в результате патентного соглашения с Институтом Макса Планка. Вложив около 40 млн немецких марок из своих средств, он основал фонд Циглера для поддержки научных исследований института. В честь Циглера была также названа городская средняя школа Карла-Циглера-Шуле, которая была основана 4 декабря 1974 года, переименованием ранее существующей школы. Школа расположена в Мюльхайме, Германия.
Карл Циглер умер 12 августа 1973 года в Мюльхайме.

## Научные достижения
На протяжении всей своей жизни, Циглер был ревностным сторонником неделимости всех видов исследований. Из-за этого, его научные достижения имеют как фундаментальное значение, так и практическое, а его исследования охватывают широкий круг вопросов в химии. Будучи молодым профессором, Циглер заинтересовался вопросом, какие факторы способствуют диссоциации углерод-углеродных связей в замещенных производных этана. Этот вопрос привел его к исследованию свободных радикалов, металлорганических соединений, циклических соединений, и, наконец, способов полимеризации.

### Соединения со свободными радикалами

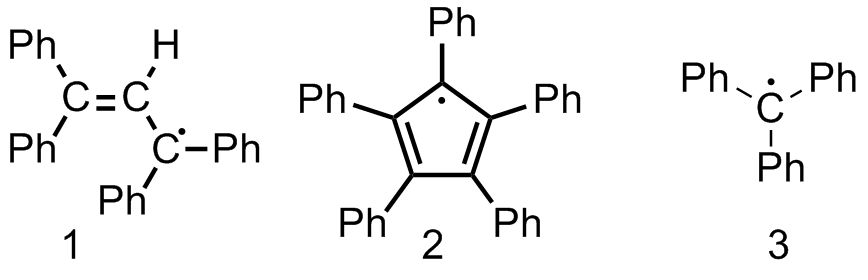
Три примера свободных радикалов с трехвалентным углеродом. 1. 1,2,4,5-тетрафенилаллил. 2. пентафенилциклопентадиенил. 3. трифенилметил.

Ещё будучи докторантом в Марбургском университете, Циглер опубликовал свою первую большую статью, в которой показал, как галохромные (R3C+Z-) соли могут быть сделаны из карбинолов. Предыдущая работа оставила впечатление, что галохромные соли или свободные радикалы (R3C•) должны иметь необходимый фрагмент R, чтобы быть ароматическими. Это сподвигло его попытаться синтезировать аналогично замещенные свободные радикалы и успешно подготовить 1,2,4,5-тетрафенилаллил в 1923 году и пентафенилциклопентадиенил в 1925 году. Эти два соединения были гораздо более стабильны, чем предыдущие свободные радикалы трёхвалентного углерода, такие как трифенилметил. Интерес к стабильности трёхвалентного углерода свободно-радикальных соединений привел его к первой из многих публикаций, в которых он стремился выявить стерический и электронный факторы, ответственные за диссоциацию гексазамещенных производных этана.

### Макроциклические соединения
В работе с макроциклическими соединениями Циглер также использовал реактивную природу соединений щелочных металлов. Он использовал сильные основания, такие как литиевые и натриевые соли аминов, для циклизации длинноцепочечных углеводородов с терминальной цианогруппой. Первоначально образующееся циклическое соединение затем превращалось в нужный макроциклический кетон. В синтетическом методе Циглера реакции протекали при высоком разбавлении, и происходила преимущественно внутримолекулярная циклизация, а не конкурирующие межмолекулярные реакции. Полученные выходы превосходили полученные другими учёными в аналогичных реакциях (Laylin): Циглер смог получить макроциклические алициклические кетоны C14 to C33, с выходами 60-80 %. Выдающимся примером стал синтез мускона, пахучей составляющей животного мускуса, по Леопольду Ружичка. Циглер и его сотрудники опубликовали первую из серий работ по синтезу макроциклических систем в 1933 году. За свою работу в этой области и в химии свободных радикалов он был награждён Мемориальной медалью Либиха в 1935 году.

### Металлоорганические соединения
Исследование свободных радикалов привело Циглера к органическим соединениям щелочных металлов. Он обнаружил, что разложение эфира приводит к новому способу получения алкилов натрия и калия, и показал, что эти соединения могут быть легко преобразованы в гексазамещенные производные этана. Природа заместителя может быть проварьирована путём изменения исходного эфира.

#### Алкилы лития
Позже, в 1930 году, он сразу синтезировал алкилы и арилы лития из металлического лития и галогенированных углеводородов. 4Li + 2RX — 2RLi Этот удобный синтез стимулировал многочисленные исследования алкиллитиевых реагентов другими учёными, и теперь эти реагенты являются одним из самых универсальных и полезных инструментов синтетической органической химии. Собственные исследования Циглера по литийалкилам и литийолефинам привели его к открытию нового метода полимеризации 20 лет спустя.

#### «Живые» полимеры
В 1927 году он обнаружил, что при добавлении олефина стильбена к раствору фенилизопропил калия в этиловом эфире, происходит резкое изменение цвета от красного до жёлтого. Так, он первый наблюдал присоединение органического соединения щелочного металла к углерод-углеродной двойной связи. Дальнейшая работа показала, что он может последовательно присоединять все больше и больше олефинового углеводорода бутадиена к раствору фенилизопропил калия и получать длинноцепочечный углеводород с сохранением активной органокалиевой концевой группы. Такие олигомеры были предшественниками так называемых «живых полимеров».

#### Полиэтилен
В связи с тем, что Циглер работал в Институте исследований угля имени Макса Планка, ему был легко доступен этилен в качестве побочного продукта от каменноугольного газа. Так как сырьё было дешёвым и имело отношение к угольной промышленности, Циглер начал экспериментировать с этиленом, и поставил себе цель синтезировать полиэтилен с высокой молекулярной массой. Его попытки были неудачными, потому что конкурирующие реакции элиминирования приводили к аномальному результату: вместо превращения этилена в смесь высших алкилов алюминия, почти единственным продуктом был димер бутен-1. Было показано, что должен был присутствовать загрязнитель, чтобы вызвать эту неожиданную реакцию элиминирования, а причиной в конечном счёте оказалось наличие следов солей никеля. Циглер понял значение этого открытия; если никелевая соль может иметь такое драматическое влияние на ход алкильной реакции этилен-алюминия, то, возможно, другой металл может задержать реакцию элиминирования. Циглер и его ученик Н. Брей обнаружили, что соли хрома, циркония и особенно титана не способствовали элиминированию R2AlH, но, вместо этого, чрезвычайно ускоряли реакцию «роста». Простое пропускание этилена при атмосферном давлении через каталитические количества TiCl3 и Et2AlCl, растворенные в алкане большей молекулярной массы, привело к быстрому осаждению полиэтилена. Циглер смог получить полиэтилен с высокой молекулярной массой (MW>30000) и, что самое главное, сделать это при низких давлениях этилена. Таким образом, группа Циглера неожиданно провела удобную реакцию полимеризации этилена, превосходящую все существующие процессы.

#### Катализаторы Циглера — Натты
В 1952 году, Циглер представил изобретённый катализатор в компании Монтекатини в Италии, для которой Джулио Натта работал в качестве консультанта. Натта обозначил этот класс катализаторов, как «катализаторы Циглера» и крайне заинтересовался их способностью к стереорегулярной полимеризации α-олефинов, таких как пропилен. Циглер в то время был сосредоточен в основном на крупном производстве полиэтилена и сополимеров этилена и пропилена. Вскоре научное сообщество было проинформировано о его открытии. Стала синтетически возможной высокая степень кристалличности и стереорегулярности полимеров, которая ранее не могла быть получена. За их работу по контролируемой полимеризации углеводородов за счет использования этих новых металлоорганических катализаторов, Карл Циглер и Джулио Натта получили Нобелевскую премию по химии в 1963 году.

## Награды и премии

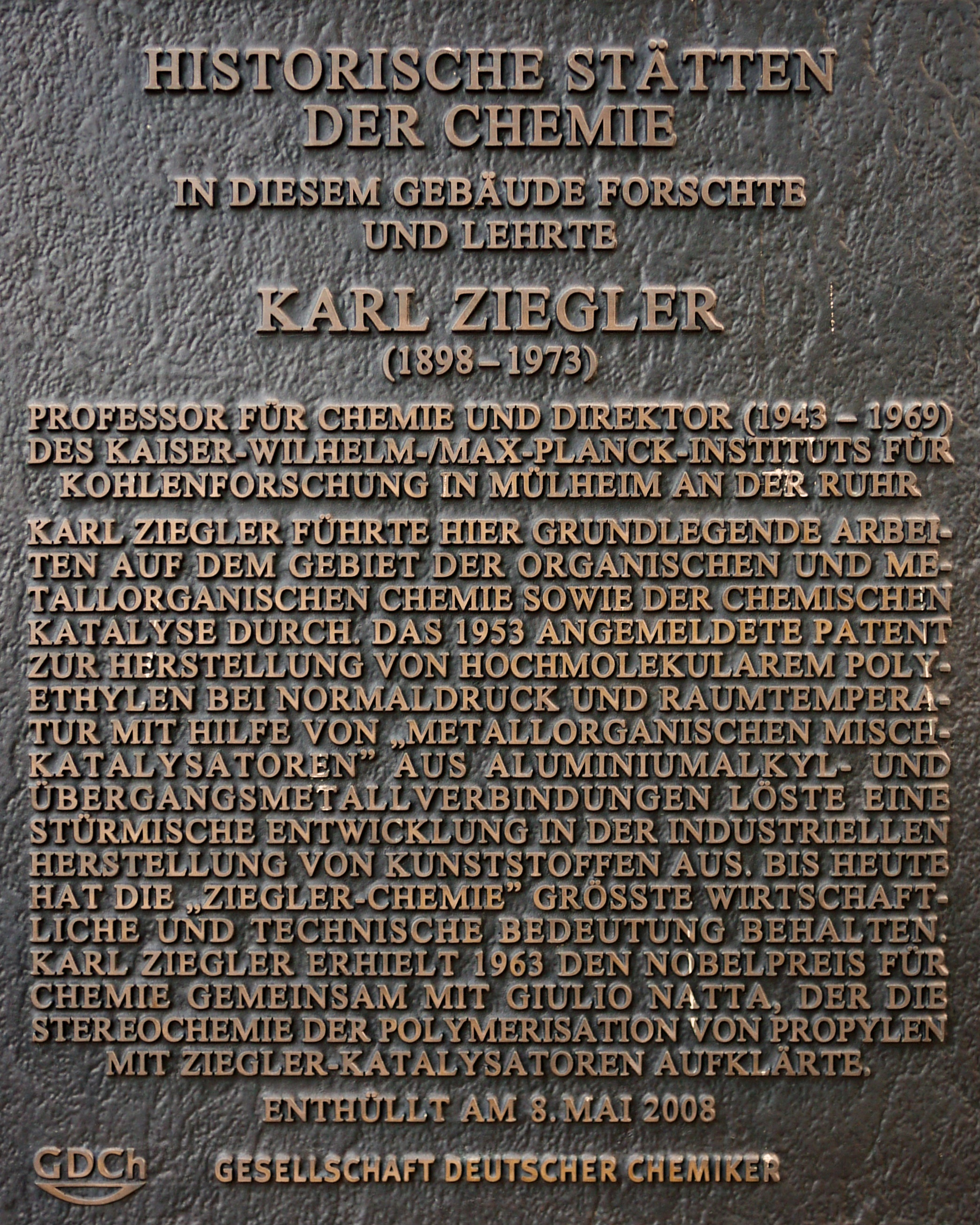
Memorial tablet of the GDCh.

Карл Циглер получил множество премий и наград. Ниже приводится описание некоторых из наиболее значимых наград:
- мемориальная медаль Либиха (1935); Эта медаль по сей день присуждается немецким химическим обществом немецким химикам за выдающиеся достижения. Циглер получил награду за его исследования по синтезу макроциклических систем и стабильных радикалов трёхвалентного углерода.
- Крест за военные заслуги 2-го класса (19 октября 1940).
- значок Карла Дуйсберга (1953); Эта награда присуждается немецким химическим обществом за выдающиеся заслуги в химии.
- медаль Лавуазье (1955); Эта награда присуждается французским химическим обществом учёным в различных областях химии.
- медаль Карла Энглера (1958); Эта награда присуждается немецким обществом исследования нефти и угля, президентом которого он был ранее.
- Кольцо Вернера фон Сименса (1960); Это кольцо вручается фондом Вернера фон Сименса и считается высшей наградой Германии для лиц, которые открыли новые технологические пути.
- Нобелевская премия по химии (1963); «[Его] выдающееся исследование металлоорганических соединений, [которое] … привело к новым реакциям полимеризации и … проложило путь для новых и очень полезных производственных процессов.»[8]
- Медаль Суинберна Института пластмасс, Лондон (1964); Эта награда отмечает людей, внесших значительный вклад в науку и технологию пластмасс.
- Орден «За заслуги перед Федеративной Республикой Германия» (1964).
- Международная медаль синтетического каучука (1967).
- Большой Федеральный Крест за заслуги (орден «За заслуги перед Федеративной Республикой Германия») (1969); Циглер получил эту награду за свою работу в области науки и технологии.
- Орден «За заслуги» в области искусств и наук (ранее класс Мира) (1969).
- Иностранный член Лондонского королевского общества (1971)[16].
- Почетные докторские степени от университета Вильгельма Лейбница в Ганновере, Гисенского университета имени Юстуса Либиха, Гейдельбергского университета и Дармштадтского технического университета.

## Память
- Мемориальная доска немецкого химического общества в Институте исследования угля имени Макса Планка в Мюльхайм-ан-дер-Руре (2008).
- Городская средняя школа Карла-Циглера-Шуле в Мюльхайме была названа в честь Циглера.
- Фонд Карла Циглера находится в немецком химическом обществе и присуждает награду учёным — премию Карла Циглера (50 000 евро).